# 訃報 2011年6月
訃報 2011年6月（ふほう 2011ねん6がつ）では、2011年6月に物故した、又は物故が報じられた人物についてまとめる。

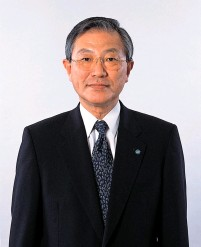
笹森清／6月4日没

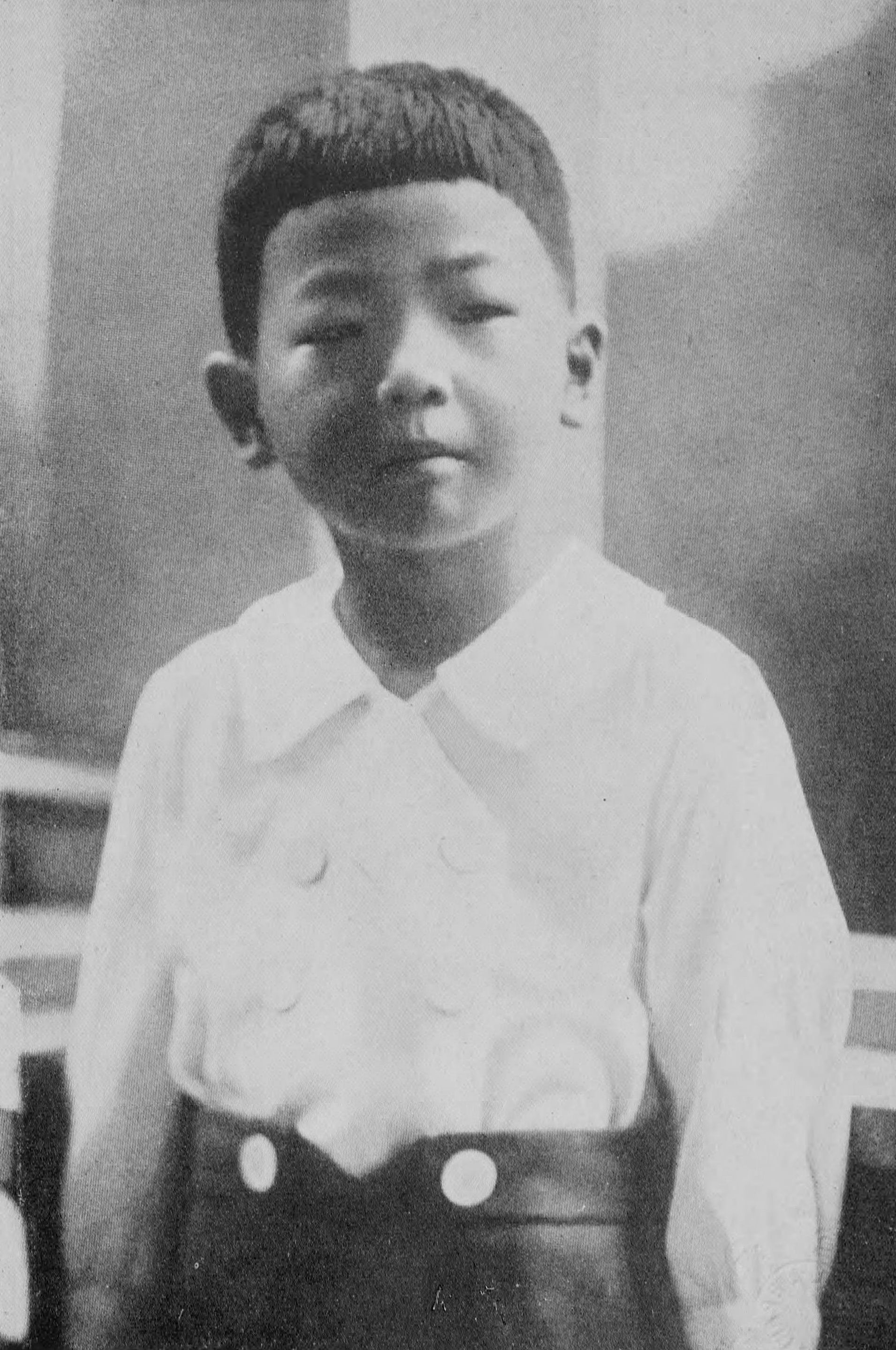
賀陽治憲／6月5日没

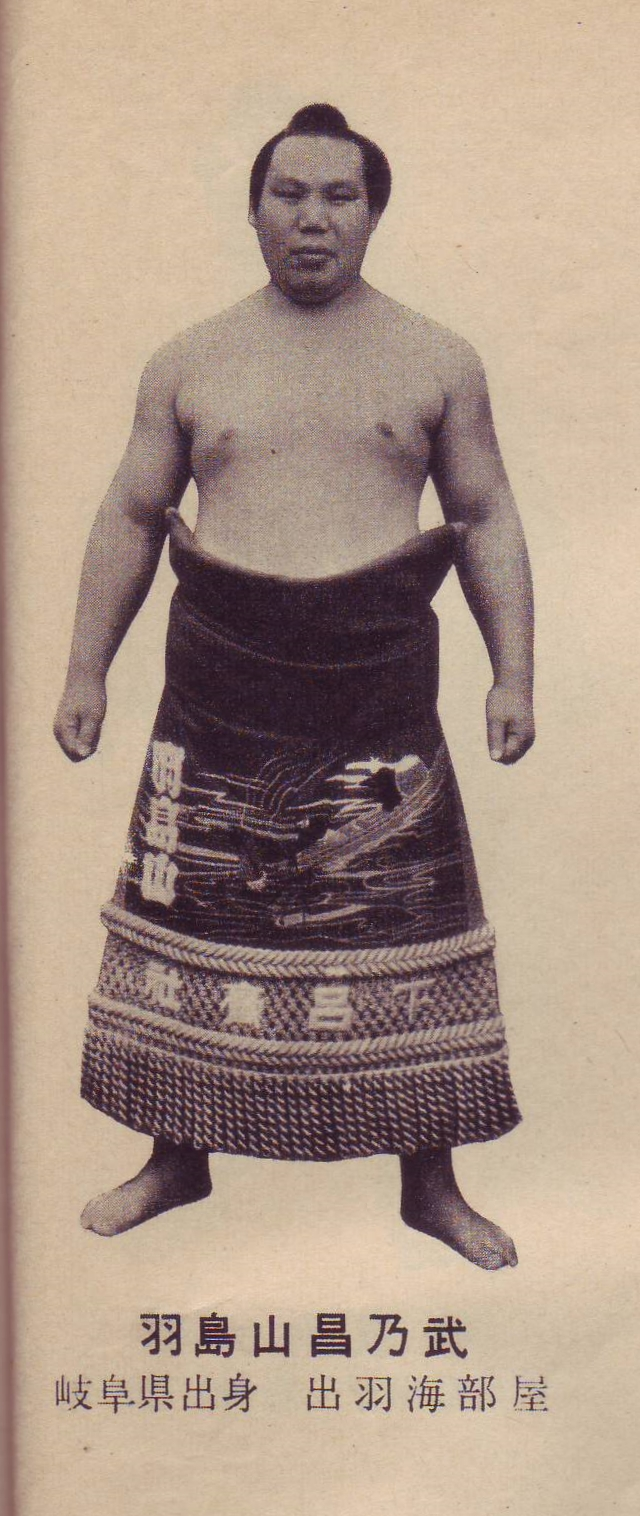
羽島山昌乃武／6月13日没

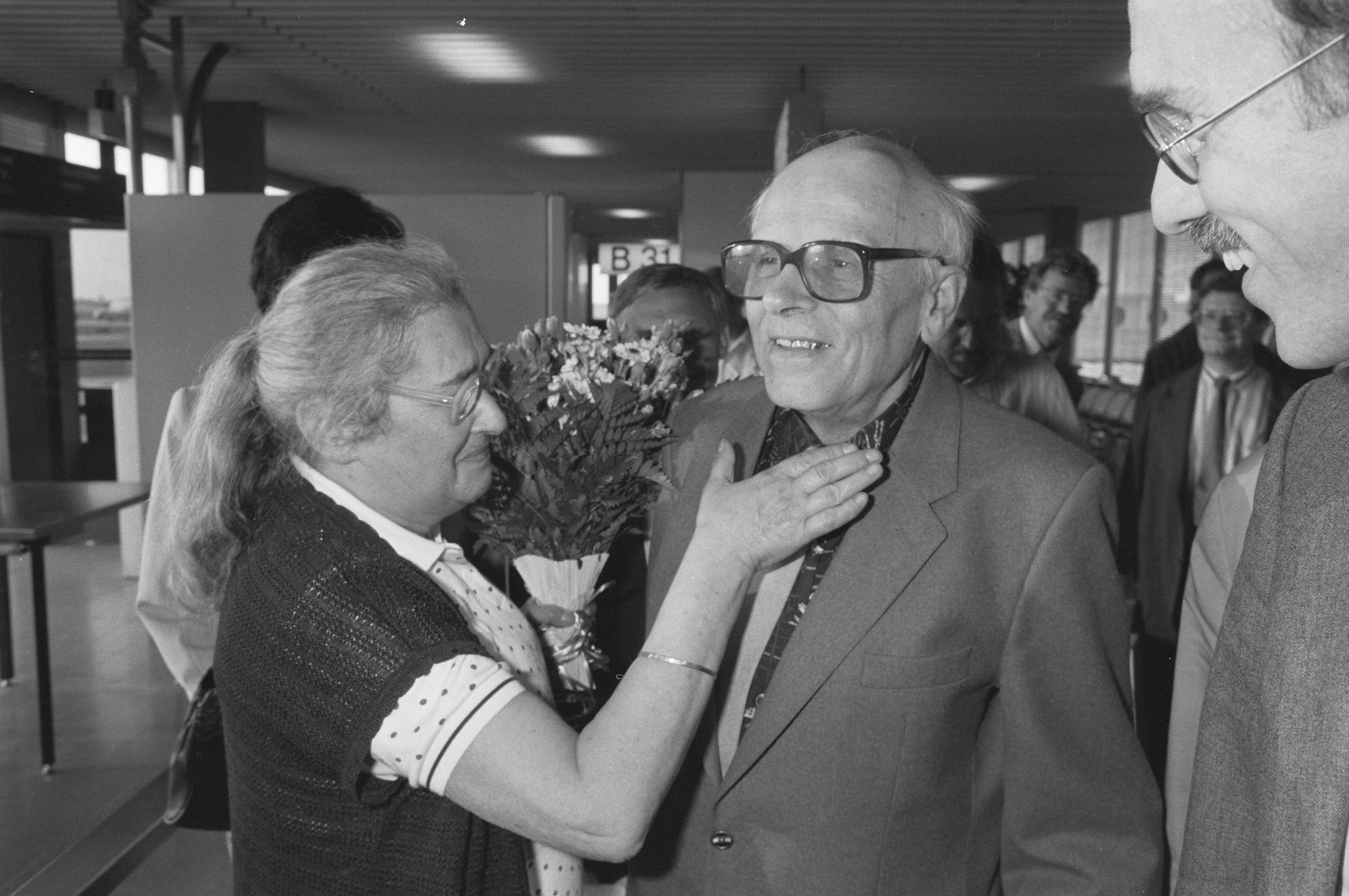
エレーナ・ボンネル（左）／6月18日没

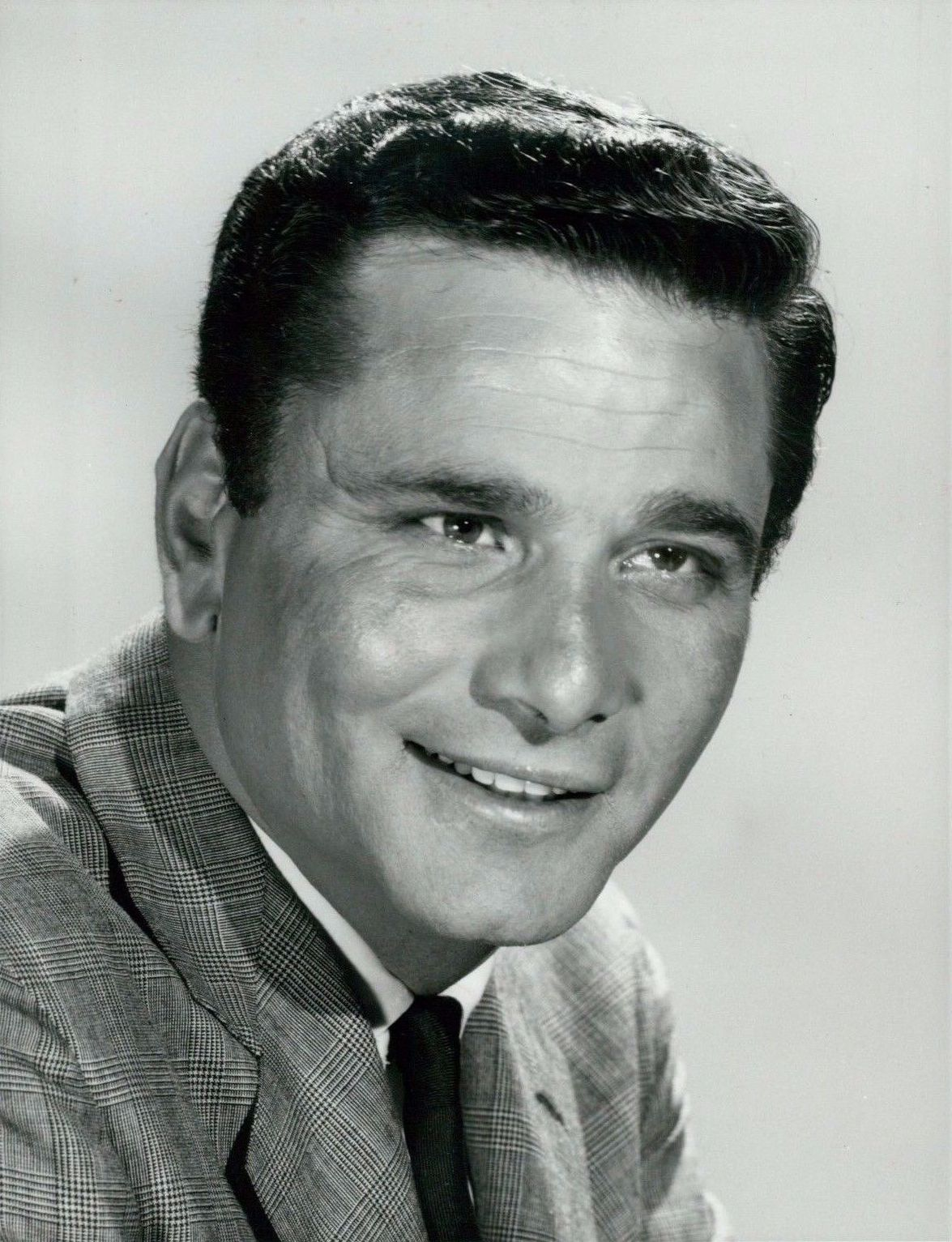
ピーター・フォーク／6月23日没

## 1日 - 15日
- 6月1日 - 野田助嗣[1]、日本の映画関係者、松竹専務（* 1946年）[2][3]
- 6月1日 - 作田明、日本の精神科医、臨床心理士、医学博士（* 1950年）[4]
- 6月1日 - 柏伊三郎、日本の三味線奏者、菊五郎劇団音楽部長唄立三味線（* 1952年）[5]
- 6月2日 - レイ・ブライアント、アメリカ合衆国のジャズピアニスト（* 1931年）[6]
- 6月3日 - ジェームズ・アーネス、アメリカ合衆国の俳優（* 1923年）[7]
- 6月3日 - ジャック・ケヴォーキアン、アメリカ合衆国の病理学者（* 1928年）[8]
- 6月3日 - アンドリュー・ゴールド、アメリカ合衆国の歌手（* 1951年）[9]
- 6月3日 - ベニー・スペルマン、アメリカ合衆国のR&B歌手（* 1931年）
- 6月4日 - リリアン・J・ブラウン、アメリカ合衆国の推理作家（* 1913年）[10]
- 6月4日 - 市川宏、日本の建築家、日本建築協会名誉会長、東畑建築事務所名誉会長（* 1924年?）[11]
- 6月4日 - エーリッヒ・アンドレアス (Erich Andreas)、ドイツのピアニスト、ベルリン芸術大学名誉教授（* 1929年?）[12]
- 6月4日 - ローレンス・シドニー・イーグルバーガー、アメリカ合衆国の政治家、第62代アメリカ合衆国国務長官（* 1930年）[13]
- 6月4日 - 小西秋雄、日本の実業家、元新キャタピラー三菱社長（* 1923年）
- 6月4日 - 笹森清、日本の労働運動家、第4代日本労働組合総連合会会長（* 1940年）[14]
- 6月5日 - 賀陽治憲、日本の元皇族【旧賀陽宮家】（* 1926年）[15]
- 6月5日 - 桜井秀雄、日本の映画監督（* 1930年）[16]
- 6月5日 - 伊藤昌弘、日本の政治家、元民社党衆議院議員（* 1927年[17]）[18]
- 6月6日 - 清水達雄、日本の政治家、元自由民主党参議院議員、元国土事務次官（* 1934年）[19]
- 6月6日 - 藤戸謙吾、日本のジャーナリスト・実業家、高知新聞社代表取締役会長（* 1942年?）[20]
- 6月6日 - 竹田津敏信、日本のモータージャーナリスト、オートバイ専門誌編集長（* 1971年?）[21]
- 6月7日 - ホルヘ・センプルン、スペインの作家・政治家（* 1923年）[22]
- 6月7日 - 吉田学、日本の海上自衛官・第15代海上幕僚長（* 1927年）[23]
- 6月7日 - 西田利貞、日本の霊長類学者、日本モンキーセンター所長（* 1941年）[24]
- 6月7日 - ヘナロ・エルナンデス、アメリカ合衆国のプロボクサー【元世界ジュニアライト級王者】（* 1966年）[25]
- 6月8日 - 菊地勝志郎、日本の政治家、元茨城県取手市長（* 1920年）[26]
- 6月8日 - 横田隆、日本の実業家、元フジテレビ常務・元テレビ熊本会長（* 1924年?）[27]
- 6月8日 - 池田久、日本の元ボクシングジム会長【奈良池田ジム】、国際ボクシング連盟日本元代表（* 1937年?）[28]
- 6月8日 - ファズル・アブドラ・モハメド（Fazul Abdullah Mohammed）、コモロ出身のテロリスト、国際テロネットワーク「アル＝カーイダ」幹部、1998年アメリカ大使館爆破事件の計画立案者（* 1972年または1974年）[29]
- 6月9日 - ムハンマド・ハサン・シャマ (Muhammad Hassan Shama)、パレスチナのイスラーム主義組織ハマースの創設メンバー、シューラー評議会議長（* 1935年）[30]
- 6月9日 - 川上とも子、日本の声優（* 1970年）[31]
- 6月10日 - パトリック・レイ・ファーマー（Patrick Leigh Fermor）、イギリスの作家・元軍人（* 1915年）[32]
- 6月11日 - クルト・ニールセン、デンマークの元テニス選手（* 1930年）[33]
- 6月11日 - 玉井英章、日本の検察官・弁護士、元大阪高等検察庁次席検事・法務総合研究所大阪支所長（* 1950年）[34]
- 6月12日 - ジョン・ホスパーズ（John Hospers）、アメリカ合衆国の哲学者、1972年アメリカ合衆国大統領選挙候補者（* 1918年）[35]
- 6月12日 - カール・ガードナー（Carl Gardner）、アメリカ合衆国の歌手、ザ・コースターズメンバー（* 1928年）[36]
- 6月12日 - 平田隆夫、日本のジャズミュージシャン・作曲家、平田隆夫とセルスターズリーダー（* 1939年?）[37]
- 6月12日 - ローラ・ジスキン、アメリカ合衆国の映画プロデューサー（* 1950年）[38]
- 6月12日 - すやまたけし、日本のファンタジー作家（* 1951年[39]）[40]
- 6月12日 - 山口和彦、日本の政治家、千葉県勝浦市長（* 1951年）[41]
- 6月13日 - 羽島山昌乃武、日本の大相撲力士・関脇（* 1922年）
- 6月13日 - 丸山照雄、日本の宗教評論家（* 1932年[42]）[43]
- 6月14日 - ミリヴォイ・アシュネル、クロアチア人の第二次世界大戦ナチス戦争犯罪容疑者（* 1913年）[44]
- 6月14日 - 滝浦静雄、日本の哲学者、東北大学名誉教授（* 1927年）[45]
- 6月14日 - ペーター・シャモニ（Peter Schamoni）、ドイツの映画監督（* 1934年）[46]

## 16日 - 30日
- 6月16日 - 藤嶋清多、日本の政治家、元群馬県前橋市長（* 1923年）[47]
- 6月16日 - 横川和子、日本のピアニスト、NHK交響楽団所属（* 1924年）[48][49]
- 6月17日 - 藤井繁克、日本の実業家、釣具メーカー「がまかつ」創業者（* 1926年）[50]
- 6月17日 - 森田斌、日本のプロ野球選手、元大洋ホエールズ投手コーチ（* 1935年）[51]
- 6月17日 - 橋本信一、日本の映画監督（* 1961年）[52]
- 6月18日 - エレーナ・ボンネル、ロシアの人権活動家、アンドレイ・サハロフの妻（* 1923年）[53]
- 6月18日 - クラレンス・クレモンズ、アメリカ合衆国のサクソフォーン奏者（* 1941年）[54]
- 6月18日 - フレデリック・チルバ、ザンビア共和国の政治家、第2代同国大統領（* 1943年）[55]
- 6月18日 - ブライアン・ホー（Brian Haw）、イギリスの反戦活動家（* 1949年）[56]
- 6月19日 - サミュイル・マンスキー (Samuil Manski)、アメリカ合衆国の活動家、杉原千畝による「命のビザ」受給者（* 1920年）[57]
- 6月19日 - 潮田隆、日本の銀行家、札幌銀行元頭取（* 1926年?）[58]
- 6月19日 - イ・ウンミ、韓国の歌手、女性3人組グループアイリスのメンバー（* 1987年?）[59]
- 6月20日 - 西村正俊、日本の政治家、元佐賀市長（* 1921年）[60]
- 6月20日 - 亀井文蔵、日本の実業家、宮城テレビ放送名誉会長、カメイ最高顧問・元社長（* 1924年?）[61]
- 6月20日 - 安岡裕幸、日本の実業家、元NHK理事、元郵政省貯金局長（* 1944年?）[62]
- 6月20日 - ライアン・ダン（Ryan Dunn）、アメリカ合衆国のタレント・俳優（* 1977年）[63]
- 6月21日 - マリア・ゴメス・ヴァレンチン、ブラジルのスーパーセンテナリアン、長寿世界一の人物（* 1896年）[64]
- 6月21日 - 永瀬隆、日本の元陸軍通訳、泰緬鉄道建設関係者（* 1918年）[65]
- 6月21日 - 三升正直、日本の政治家、元宮城県塩竈市長（* 1923年）[66]
- 6月23日 - ピーター・フォーク、アメリカ合衆国の俳優（* 1927年）[67]
- 6月23日 - 土岐哲、日本の言語学者（* 1946年）[68]
- 6月23日 - 早川義一、日本の石綿被害告発者（* 1952年?）[69]
- 6月23日（遺体発見日） - 柴田泰弘、日本の元新左翼活動家、元赤軍派メンバー、よど号ハイジャック事件に関与した人物（* 1953年）[70]
- 6月23日 - 不可思議/wonderboy、日本の男性シンガーソングライター、ポエトリーラッパー（* 1987年）[71]
- 6月24日 - 山田譲、日本の政治家、元参議院議員（* 1924年）[72]
- 6月24日 - 安部兼章、日本のファッションデザイナー（* 1954年）[73]
- 6月26日 - 井上和男、日本の映画監督（* 1924年[74]）[75]
- 6月26日 - 伊丹潤、在日韓国人二世の日本の建築家（* 1937年）[76]
- 6月26日 - 高木勝、日本の経済学者、経済評論家、明治大学政治経済学部教授（* 1945年）[77]
- 6月26日 - 山本広明、日本の政治家、元高知県議会議長（* 1948年）[78][79]
- 6月26日 - ヤン・ファン・ベベレン、オランダのサッカー選手、元サッカーオランダ代表選手（* 1948年）[80]
- 6月27日 - 松本幸右衛門、日本の歌舞伎俳優（* 1928年）[81][82]
- 6月27日 - 竹内博、日本の特撮映画研究者（* 1955年）[83]
- 6月28日 - 小原哲郎、日本の教育者、元学校法人玉川学園理事長（* 1921年）[84]
- 6月28日 - 小林修、日本の声優（* 1934年）[85]
- 6月28日 - 渡辺長助、日本のプロ野球選手、コーチ、スコアラー（* 1956年）[86]
- 6月28日 - セーラ・ロウエル、日本のファッションモデル、タレント（* 1960年）[87]
- 6月29日 - 竹内不忘、日本の彫刻家（* 1909年）[88]
- 6月29日 - 馬場当、日本の脚本家（* 1926年[89]）[90]